# Heber MacMahon
Heber MacMahon (1600-1650) fue un obispo y un líder irlandés nacido en Farney, el actual condado de Monaghan, en la República de Irlanda. Llevó a cabo un destacado papel en la Confederación católica de Kilkenny, durante la conquista de la isla que llevó a cabo Oliver Cromwell.
En 1617 ingresó al instituto de Douai y posteriormente en Lovaina. Recibió su educación en el monasterio franciscano de Kiltybegs. Fue ordenado sacerdote católico en 1625 y nombrado vicario apostólico de la diócesis de Clogher por un comunicado papal del 17 de noviembre de 1627. Quince años después, el 10 de marzo de 1642, fue nombrado obispo de Down y de Connor.
En junio de 1643 fue nombrado obispo de Clogher. Trabajó cercanamente a Owen Roe O'Neill durante la rebelión del 41 y se alió con el nuncio papal Giovanni Battista Rinuccini cuando éste llegó a la isla en 1645. Tras el misterioso fallecimiento de Owen el 6 de noviembre de 1649, el duque de Ormonde le encomendó el liderazgo del ejército del Úlster, compuesto de 5000 soldados de infantería y 600 de caballería.
En 1650 tomó Dungiven, pero en junio de ese mismo año, Cromwell derrotó a las fuerzas irlandesas en la batalla de Scarrifholis. A pesar de que escapó, fue capturado, colgado y decapitado por Charles Coote. Después de su muerte, se nombró a Philip Crolly vicario apostólico para que administrase la diócesis.